# 다크 콜로니
다크 콜로니(Dark Colony)는 1997년에 Strategic Simulations, Inc.에 의해 개발되고 GameTek가 유통한 실시간 전략 게임이다. 게임 동작환경은 Windows 95, Windows 98, Windows XP, Windows Vista, Windows 7 및 Mac OS에 작동한다.

## 개요
다크 콜로니의 세계관은 멀지 않은 미래의 세계인 2137년 가상의 화성 식민지에 설정하고 있다. 인간은 화성에서 페트라-7이라는 이름으로 불린 주목할만한 에너지원을 발견했다. 그들은 인간과 지구를 위해 화성의 소중한 자원을 채광하려 공기에 질식되지 않고, 토양 형성을 하고, 정글과 사막에 사람들이 거주할 수 있는 프로젝트는 시작하였다. 외계인들은 새로운 고향을 찾고, 흩어진 종족과 부흥하기 위해 화성이 딱 맞는 별이었다. 그들은 그래도 이주하기 전에 그 성가신 인간들을 제거하려고 한다.
이 게임은 어느 누구의 공격과 및 목표를 방어하고, 외계인의 위협을 물리치고 식민지 산업 분야에서 화성 식민지 능력 지휘하려는 인간(Humans)과 화성에 있는 인간을 물리치고 부흥을 꿈꾸는 외계인(Grays)의 캠페인이 있다.

## 게임 플레이
- 거대한 폭발 장면에 느껴지는 사실적인 묘사.
- 선택과 조종이 쉬운 크고 톡특한 인관과 외계인 유니트는 다양하게 업그레이드 됨으로써 수십 가지의 기능 확장 가능.
- 두 개의 종족에 따른 전혀 다른 스토리.
- 미션 완료 후에 나타나는 영화 같은 60여개의 애니메이션.
- 유니트에 따라 부여되는 수동, 능동, 호전적인 인공지능.
- 정글, 사막 그리고 지하에서 펼쳐지는 전투
- LIGHTING 엔진에 의해 표현되는 밤과 낮의 세밀한 그림자 효과와 반투명의 특수 효과.

## 다크 콜로니의 종족
- 인간(Human)
- 그레이(Grays)